# 해저확장설
해저 확장설은 맨틀 대류의 상승부인 해령에서 새로운 해양 지각이 생성되고 해령을 중심으로 확장되며, 해구에서는 오래된 해양 지각은 맨틀 속으로 섭입하여 소멸된다는 주장이다.
1962년 헤스(Hess, H, H., 1906~1969)와 디츠(R, Dietz., 1914~1969)는 해저 산맥의 중심인 해령에서 고온의 맨틀 물질이 상승하여 분출하면서 새로운 해양 지각을 생성하고, 이렇게 만들어진 해양 지각이 해령을 중심으로 반대 방향으로 이동해 가면서 해저가 점차 넓어진다는 해저 확장설(해양저 확장설)을 주장하였다.

## 해저 확장설의 증거
- 해양 지각의 연령 분포: 해령에서 멀어질수록 해양 지각의 연령이 증가한다.
- 심해 퇴적물의 두께: 해령에서 멀어질수록 심해 퇴적물의 두께가 증가한다.
- 베니오프대의 발견: 지진학자 베니오프는 쿠릴 해구에서 대륙 쪽으로 갈수록 진원의 깊이가 점차 깊어지는 것을 발견하였는데, 이 지진대를 베니오프대라고 한다. 베니오프대에서의 이와 같은 특징적인 지진 활동은 해구에서 오래된 해양 지각이 맨틀 속으로 섭입하여 소멸된다는 증거이다.
- 해저 고지자기 줄무늬와 해저 확장: 해양 지각에 기록된 해저 고지자기 줄무늬가 해령과 거의 나란하며 해령을 축으로 대칭을 이룬다. 이러한 해저 고지자기 줄무늬의 대칭적인 분포는 해령에서 새로운 해양 지각이 생성되면서 확장되고 지구 자기의 역전 현상이 반복되기 때문에 나타난다.
- 해령에는 장력에의한 많은 변환단층(중앙해저 산맥을 가로지르는 단층)이 있다